# Hans Braun (Soziologe)
Hans Braun (* 17. August 1941 in Freiburg im Breisgau) ist ein deutscher Soziologe und emeritierter Professor der Universität Trier. Seine Arbeitsschwerpunkte sind Sozialpolitik, Gesundheitssoziologie, Quality of Life und Alterssoziologie.
Braun studierte Volkswirtschaftslehre, Soziologie, Psychologie und Sozialpolitik an den Universitäten Freiburg und Frankfurt am Main. 1967 legte er an der Universität Frankfurt die Prüfung zum Diplom-Soziologen ab. Von 1967 bis 1975 war er Wissenschaftlicher Mitarbeiter an der Eberhard-Karls-Universität Tübingen. Hier promovierte er 1970 bei Friedrich H. Tenbruck und habilitierte sich 1975 für das Fach Soziologie. Nach einer Tätigkeit im Bereich Unfallforschung der Bundesanstalt für Straßenwesen war er ab 1976 Professor für Soziologie mit dem Schwerpunkt Empirische Sozialforschung an der Universität Tübingen. Nach Ablehnung von Rufen an die Universität Eichstätt und an die Universität der Bundeswehr München wechselte er 1980 an die Universität Trier und war im Schwerpunkt Sozialpolitik und Sozialverwaltung (später Services Administration & Management) tätig. Einen Ruf an die Universität Fribourg/Schweiz lehnte er ab. Zusammen mit Eckhard Knappe und Dieter Sadowski gründete er 1986 das Zentrum für Arbeit und Soziales (ZENTRAS) an der Universität Trier und war ab 1991 dessen geschäftsführender Direktor. Von 1985 bis 1988 war er Vizepräsident und von 1995 bis 2003 Vorsitzender der Versammlung der Universität Trier. Im Jahr 2006 wurde er emeritiert.
Er war unter anderem Gastwissenschaftler an der University of Manitoba in Winnipeg, an der University of New South Wales in Sydney und an der University of British Columbia in Vancouver.

## Schriften (Auswahl)
- „Und wer ist mein Nächster?“ Solidarität als Praxis und als Programm. Dgvt-Verlag, Tübingen 2003, ISBN 978-3-87159-039-9.
- Alter als gesellschaftliche Herausforderung. Pustet, Regensburg 1992, ISBN 978-3-7917-1316-8.
- Selbstverantwortung in der Solidargemeinschaft. Das Recht der sozialen Sicherung und der Verantwortungswille des Bürgers. Nomos, Baden-Baden 1981, ISBN 978-3-7890-0713-2.
- Soziales Handeln und soziale Sicherheit. Alltagstechniken und gesellschaftliche Strategien. Campus, Frankfurt am Main/New York 1978, ISBN 978-3-593-32261-2.
- Soziale Sicherung. System und Funktion. 2. Auflage, Kohlhammer, Stuttgart/Berlin/Köln/Mainz 1973, ISBN 978-3-17-210171-3.
- Mit Alois Hahn: Wissenschaft von der Gesellschaft. Entwicklung und Probleme. Alber, Freiburg (Breisgau)/München 1973, ISBN 978-3-495-47282-8.